# Ausländer
Ausländer (нім. «Іноземець») — пісня німецького Neue Deutsche Härte гурту Rammstein. Вона була випущена як третій сингл з неназваного сьомого студійного альбому гурту; кліп на неї вийшов 28 травня 2019 року, а фізичний реліз — 31 травня. Сингл посів друге місце в Німеччині та увійшов до топ-40 в Австрії та Швейцарії.

## Музичне відео
Кліп на пісню Ausländer зняв режисер Йорн Хайтманн, прем'єра відбулася 28 травня 2019 року.
У кліпі показано шістьох учасників гурту в костюмах німецької колоніальної епохи. Вони гребуть до берега на надувному човні з написом M.S. Rammstein, і там їх зустрічають африканські аборигени з вітальним знаком. Згодом учасників гурту приймають у громаду, і відбувається культурний обмін. Так, вони ходять на полювання з тубільцями та куштують їхню їжу. Натомість вони прозелітизують африканців і вчать їх, наприклад, грати на тубі. Увечері відбувається святкування, де всі разом танцюють біля вогнища, а учасники гурту зникають один за одним з місцевими жінками в їхніх хатинах. Наприкінці відео група прощається з корінними жінками, кожна з яких тепер несе на руках білу дитину. Поки п'ятеро учасників гурту гребуть на човнах назад у море, Флейк залишається і стає новим вождем племені.

## Трек Лист
| No. | Title                            | Length |
| --- | -------------------------------- | ------ |
| 1.  | «Ausländer»                      | 3:51   |
| 2.  | «Radio»                          | 4:37   |
| 3.  | «Ausländer» (RMX by R3hab)       | 3:49   |
| 4.  | «Ausländer» (RMX by Felix Jaehn) | 3:27   |
| 5.  | «Radio» (RMX by Twocolors)       | 5:00   |

| No. | Title                      | Length |
| --- | -------------------------- | ------ |
| 1.  | «Ausländer»                | 3:51   |
| 2.  | «Radio»                    | 4:37   |
| 3.  | «Radio» (RMX by Twocolors) | 5:00   |

## Чарти
| Chart (2019)                               | Peak position |
| ------------------------------------------ | ------------- |
| Austria (Ö3 Austria Top 40)                | 29            |
| Belgium (Ultratip Bubbling Under Flanders) | 2             |
| CIS (TopHit)                               | 83            |
| Germany (Official German Charts)           | 2             |
| Hungary (Single Top 40)                    | 19            |
| Hungary (Stream Top 40)                    | 29            |
| Sweden Heatseeker (Sverigetopplistan)      | 3             |
| Switzerland (Schweizer Hitparade)          | 38            |
| UK Rock & Metal (OCC)                      | 29            |

## Сертифікати
| Регіон                                                                                          | Сертифікація | Продажі |
| ----------------------------------------------------------------------------------------------- | ------------ | ------- |
| Австрія (IFPI Austria)                                                                          | Золотий      | 15 000  |
| Німеччина (BVMI)                                                                                | Золотий      | 200 000 |
| Польща (ZPAV)                                                                                   | Золотий      | 25 000  |
| *продажі, що базуються лише на сертифікаціях ^відвантаження, що базуються лише на сертифікаціях |              |         |

## Історія Релізу
| Region  | Date        | Format             | Label     | Catalogue number | Ref.  |
| ------- | ----------- | ------------------ | --------- | ---------------- | ----- |
| Various | 28 May 2019 | Download streaming | Universal | Н/Д              | TBD   |
| Various | 31 May 2019 | 10-inch            | Universal | 7764268          | [ 4 ] |
| Various | 31 May 2019 | CD                 | Universal | 7788944          | [ 5 ] |